# بریانسک (داغستان)
بریانسک (به لاتین: Bryansk) یک منطقهٔ مسکونی در روسیه است که در شهرستان کیزلیارسکی واقع شده‌است.